# Pinetop-Lakeside
Pinetop-Lakeside és una població dels Estats Units a l'estat d'Arizona. Segons el cens del 2007 tenia 4.518 habitants.

## Demografia
Segons el cens del 2000, Pinetop-Lakeside tenia 3.582 habitants, 1.436 habitatges, i 1.020 famílies La densitat de població era de 122,8 habitants/km².
Dels 1.436 habitatges en un 30,4% hi vivien nens de menys de 18 anys, en un 58,7% hi vivien parelles casades, en un 8,1% dones solteres, i en un 28,9% no eren unitats familiars. En el 23,9% dels habitatges hi vivien persones soles el 8,5% de les quals corresponia a persones de 65 anys o més que vivien soles. El nombre mitjà de persones vivint en cada habitatge era de 2,48 i el nombre mitjà de persones que vivien en cada família era de 2,92.
Per edats la població es repartia de la següent manera: un 25,5% tenia menys de 18 anys, un 5,5% entre 18 i 24, un 24,7% entre 25 i 44, un 29,5% de 45 a 60 i un 14,8% 65 anys o més.
L'edat mediana era de 41 anys. Per cada 100 dones de 18 o més anys hi havia 98,4 homes.
La renda mediana per habitatge era de 36.706 $ i la renda mediana per família de 42.195 $. Els homes tenien una renda mediana de 36.622 $ mentre que les dones 23.594 $. La renda per capita de la població era de 18.541 $. Aproximadament el 6,6% de les famílies i el 10,1% de la població estaven per davall del llindar de pobresa.

## Poblacions més properes
El següent diagrama mostra les poblacions més properes.